# Giuseppe Manunta
Giuseppe Manunta, né en 1968 à Naples, est un scénariste et un dessinateur de bande dessinée italien.

## Biographie
Giuseppe Manunta, né à Naples en 1968, vit aujourd’hui à Strasbourg. Après une formation classique dans des écoles d’art, il se spécialise en tant qu’infographiste. Au début des années 1990, il devient auteur de bandes dessinées.
En 1995, il commence le projet Giunchiglia, une aventurière gentiment polissonne, qui sera édité en français en 2007 par Clair de Lune. Dès 1998, il se lance dans la production réellement érotique pour les magazines italiens Blue et Selen (dont Vents d’Ouest et plus tard les éditions Tabou qui éditera en français certaines histoires). Il travaille pour plusieurs maisons d’édition, nationales et internationales : Edizioni Universo, Coniglio Editore, Eura Editorriale, Disney, Vent d’Ouest, Éditions du Signe, Tabou Editions, Planeta de Agostini, Nuvoloso Edizioni, Le Verger Éditions, Éditions du Long Bec, Rodeo Éditions, Dark Dragon Books, Nuevo Nueve.
Il est ensuite directeur artistique des Éditions Félès, avec lequel il a publié Hierogliph (albums collectifs plusieurs auteurs), Le Dîner de Noël, Hellé Nice, uneTable pour 2.

## Œuvres
- 1993 Daniel (Max Buncher Press )
- 1994) Alta Pressione - Demon Story –Dagon–(Fenix Press)
- 1995/97) Intrepido magazine – (Edizioni Universo)
- 1996/07) Blue magazine – (Coniglio Editore)
- 1998/02) Selen magazine – (Trentini Edizioni)
- 1998/00) PenthouseComics magazine – Olanda
- 2001/03) [nu] magazine – (Hunter Edizioni)
- 2001) Heavy Metal magazine
- 2001) Manie/Selencomicx-(Trentini edizioni) Spagna/Italia
- 2002) Contròle de peau lisse et Les Boutineuses-(Vents d’Ouest)
- 2003/05) John Doe – ( Eura Editoriale)
- 2004/08) Skorpio - Lanciostory – ( Eura Editoriale)
- 2004) Giunchiglia Il Fiore d’Irlanda – ( Coniglio Editore)
- 2005) Winx – ( Rainbow Edizioni)
- 2006) Story-X – ( Coniglio Editore )
- 2006/10) Mono magazine – ( Edizioni Tunuè)
- 2006/07) Agenzia Incantesimi – (Star Comics)
- 2007) Erotic Paper Dolls – (Coniglio Editore)
- 2007) Giunchiglia Il Tomo Sacro – (Coniglio Editore)
- 2007/08) Giunchiglia la Fleur d’Irlande – Giunchiglia Le Tome Sacre – (Clair de Lune)
- 2008) Le Seigneur d’Arkham – Noir sur Blanc – (Clair de Lune)
- 2008/10) High School Musical – (Disney)
- 2008) Legione Stellare – (Edizioni Arcadia)
- 2008) Giunchiglia Nel Segno del Fumetto – (Coniglio & Nuvoloso Edizioni)
- 2008) Spectrum 15 – Cathy & Arnie (Fenner Editions)

- 2009) Les 5 sens d’Éros, Tabou
- 2010) Harry Moon – copertine (Planeta deAgostini)

- 2010) Souvenir de Jeunesse (Tabou)
- 2010) Fantasy Pin-Art – ( Nuvoloso Edizioni)
- 2011) Quand Cupidon s' emmele (Tabou Editions)

- 2011) Artemis 1/2 scénario Frédéric Brrémaud (Clair de Lune)
- 2011) Manunta Sketch-Book (Nuvoloso Edizioni)
- 2012) Le Libertine 1/2 (B&M Edizioni)
- 2012) Scandales (Tabou Editions)
- 2013) Sherlock Holmes et le mystere du Haut-Koenigsbourg, (le Vergere éditeur)
- 2013/15) Zombie Walk n°1/2 (éditions du Long Bec)
- 2014) Sherlock Holmes - retrouvailles à Strasbourg ( le Verger éditeur)
- 2015) "Prova d'esame" in "Porn to be alive" (Edizioni 80144)
- 2016) Sherlock Holmes 3 ( le Verger éditeur)
- 2017) Tekir n°3 (Rodeo Edizioni) Turkia
- 2017/18) Maxime Valmont n°1/2 (éditions du Long Bec)
- 2018) Art-Book25° (éditions Book1)
- 2019) HiéroglypH (Félès éditions)
- 2019) Le dîner de Noël (Félès éditions)
- 2021) Hellé Nice (Félès éditions)
- 2023) une Table pour 2 (Félès éditions)